# Lorenzo Pellegrini
Lorenzo Pellegrini (phát âm tiếng Ý: [loˈrɛntso pelleˈɡriːni]; sinh ngày 19 tháng 6 năm 1996) là một cầu thủ bóng đá chuyên nghiệp người Ý hiện đang thi đấu ở vị trí tiền vệ tấn công cho đội tuyển bóng đá quốc gia Ý và là đội trưởng của câu lạc bộ Serie A Roma.

## Sự nghiệp CLB

### Roma
Sinh ra ở Roma, Pellegrini, người đã bị chứng loạn nhịp tim khi còn nhỏ, đã tham gia học viện đào tạo trẻ ở địa phương Roma vào năm lên chín tuổi. Anh đã được huấn luyện viên Rudi García cho ra mắt vào ngày 22 tháng 3 năm 2015 khi vào sân thay thế cho Salih Uçan trong chiến thắng 1-0 trước Cesena tại Serie A.

### Sassuolo
Vào ngày 30 tháng 6 năm 2015, Pellegrini đã ký hợp đồng với đội bóng Serie A khác là Sassuolo với giá 1,25 triệu Euro. Về hợp đồng chuyển nhượng, Roma giữ lại một khoản mua lại để CLB có cơ hội mua lại Pellegrini với mức phí là dao động 8-10 triệu Euro. Anh đã có trận ra mắt cho câu lạc bộ vào ngày 8 tháng 11 năm 2015, bắt đầu từ chiến thắng 1-0 trước Carpi, và anh đã ghi bàn đầu tiên trong chiến thắng 3-0 trước Sampdoria. Cuối cùng anh đã có 20 lần xuất hiện trong mùa giải, bao gồm 1 trận đấu trong khuôn khổ Coppa Italia và ghi được 3 bàn.
Trong mùa 2016-17, Pellegrini trở thành cầu thủ trẻ nhất đóng góp 10 bàn tại giải Serie A, ghi được 6 bàn thắng và 4 lần kiến tạo vào ngày 10 tháng 4 năm 2017.

## Sự nghiệp quốc tế
Pellegrini đã thi đấu cho đội trẻ tuyển Ý trong nhiều năm. Anh xuất hiện lần đầu khi U19 Ý gặp U19 Đức vào tháng 5 năm 2014. Anh sau đó đã có một khoảng thời gian ngắn với U20 Ý vào năm 2015 trước khi lên đội U21 trong trận gặp Pháp vào ngày 2 tháng 6 năm 2015.
Pellegrini đã xuất hiện lần đầu tiên trong đội hình của đội tuyển quốc gia Ý trong chiến thắng 8-0 trước San Marino tại một trận giao hữu không chính thức vào ngày 31 tháng 5 năm 2017, khi anh thay sân thay thế Daniele Baselli.

## Thống kê sự nghiệp

### Câu lạc bộ
Tính đến 12 tháng 5 năm 2021
| Câu lạc bộ          | Mùa giải            | Serie A             | Serie A | Serie A | Coppa Italia1 | Coppa Italia1 | Châu Âu2 | Châu Âu2 | Khác | Khác | Tổng cộng | Tổng cộng |
| Câu lạc bộ          | Mùa giải            | Hạng                | Trận    | Bàn     | Trận          | Bàn           | Trận     | Bàn      | Trận | Bàn  | Trận      | Bàn       |
| ------------------- | ------------------- | ------------------- | ------- | ------- | ------------- | ------------- | -------- | -------- | ---- | ---- | --------- | --------- |
| Roma                | 2014–15             | Serie A             | 1       | 0       | 0             | 0             | 0        | 0        | 0    | 0    | 1         | 0         |
| Roma                | Tổng cộng           | Tổng cộng           | 1       | 0       | 0             | 0             | 0        | 0        | 0    | 0    | 1         | 0         |
| Sassuolo            | 2015–16             | Serie A             | 19      | 3       | 1             | 0             | 0        | 0        | 0    | 0    | 20        | 3         |
| Sassuolo            | 2016–17             | Serie A             | 28      | 6       | 1             | 1             | 5        | 1        | 0    | 0    | 34        | 8         |
| Sassuolo            | Tổng cộng           | Tổng cộng           | 47      | 9       | 2             | 1             | 5        | 1        | 0    | 0    | 54        | 11        |
| Roma                | 2017–18             | Serie A             | 28      | 3       | 1             | 0             | 8        | 0        | 0    | 0    | 37        | 3         |
| Roma                | 2018–19             | Serie A             | 25      | 3       | 2             | 0             | 6        | 1        | 0    | 0    | 33        | 4         |
| Roma                | 2019–20             | Serie A             | 27      | 1       | 2             | 2             | 5        | 0        | —    | —    | 34        | 3         |
| Roma                | 2020–21             | Serie A             | 33      | 7       | 1             | 1             | 12       | 3        | —    | —    | 46        | 11        |
| Roma                | Tổng cộng           | Tổng cộng           | 113     | 13      | 6             | 3             | 31       | 4        | —    | —    | 150       | 20        |
| Tổng cộng sự nghiệp | Tổng cộng sự nghiệp | Tổng cộng sự nghiệp | 161     | 22      | 8             | 4             | 36       | 5        | 0    | 0    | 205       | 31        |

1 Bao gồm các trận đấu của Coppa Italia. 

2 Bao gồm các trận đấu của UEFA Europa League. 

### Quốc tế
Tính đến 24 tháng 3 năm 2024
| Đội tuyển quốc gia | Năm       | Trận | Bàn |
| ------------------ | --------- | ---- | --- |
| Ý                  |           |      |     |
| 2017               | 1         | 0    |     |
| 2018               | 8         | 0    |     |
| 2019               | 3         | 1    |     |
| 2020               | 3         | 1    |     |
| 2021               | 5         | 1    |     |
| 2022               | 5         | 2    |     |
| 2023               | 1         | 0    |     |
| 2024               | 1         | 1    |     |
| Tổng cộng          | Tổng cộng | 28   | 6   |

### Bàn thắng quốc tế
Tính đến ngày 24 tháng 3 năm 2024.
| # | Ngày                 | Địa điểm                                                | Số trận | Đối thủ     | Bàn thắng | Kết quả | Giải đấu                    |
| - | -------------------- | ------------------------------------------------------- | ------- | ----------- | --------- | ------- | --------------------------- |
| 1 | 5 tháng 9 năm 2019   | Sân vận động Cộng hòa Vazgen Sargsyan, Yerevan, Armenia | 11      | Armenia     | 2–1       | 3–1     | Vòng loại Euro 2020         |
| 2 | 14 tháng 10 năm 2020 | Sân vận động Atleti Azzurri d'Italia, Bergamo, Ý        | 15      | Hà Lan      | 1–0       | 1–1     | UEFA Nations League 2020–21 |
| 3 | 6 tháng 10 năm 2021  | San Siro, Milano, Ý                                     | 18      | Tây Ban Nha | 1–2       | 1–2     | UEFA Nations League 2020–21 |
| 4 | 4 tháng 6 năm 2022   | Sân vận động Renato Dall'Ara, Bologna, Ý                | 22      | Đức         | 1–0       | 1–1     | UEFA Nations League 2022–23 |
| 5 | 7 tháng 6 năm 2022   | Sân vận động Dino Manuzzi, Cesena, Ý                    | 23      | Hungary     | 2–0       | 2–1     | UEFA Nations League 2022–23 |
| 6 | 24 tháng 3 năm 2024  | Red Bull Arena, Harrison, Hoa Kỳ                        | 28      | Ecuador     | 1–0       | 2–0     | Giao hữu                    |

## Danh hiệu
AS Roma
- UEFA Europa Conference League: 2021–22